# Хрест легіону Українських січових стрільців
Хрест легіону Українських січових стрільців або Гуцульський Хрест — одна з перших бойових нагород Українських січових стрільців (УСС), що діяли в лавах армії Української республіки, Західноукраїнської республіки та Української Галицької армії.
Хрест встановлений 1918 року Центральною управою Українських січових стрільців у Відні для всіх вояків — членів легіону. Точна інформація про затвердження нагороди, порядок присвоєння — відсутня. У 1950-х роках український воєнний публіцист Орест Корчак-Городиський провів розслідування нагороди та встановив, що ніхто з живих представників усусів не може надати жодної інформації.

## Опис
Є два розміри цього хреста: більший, «парадний», розміри — 45×45 мм, стрічка 40 мм ширини, а також і менший — «на щодень» (36 × 36 мм), зі стрічкою 13 мм ширини. На стрічках — по дві жовті смужки на перериваному синьому тлі. Існує певний сумнів щодо оригінальності цих стрічок. На хресті букви: вгорі «У», з боків «С», внизу — «1914». Існує варіант хреста з «левиком» у центрі. За словами Ярослава Семотюка великий знак призначений для парадної форми, менший – для повсякденності.
- Перший тип. З жовтого металу та блакитної емалі. 45 x 45, товщина 3 мм. Ширина стрічки 40 мм[2].
- Другий тип. З жовтого металу та блакитної емалі. 36 x 36[2].